# 北九州高速4號線
北九州高速4號線（日语：／ Kita-Kyūshū kōsoku 4 gōsen */?）是一條連接日本福岡縣北九州市門司區春日出入口與同縣同市八幡西區八幡IC的北九州高速道路路線。

## 概要
此路線原本是由二部分組成。包括由日本道路公團建設與營運的一般收費道路「北九州道路」（春日出入口與黑崎出入口之間）與「北九州直方道路」（八幡IC與黑崎出入口之間）。在1979年全線開通後，成為了九州自動車道的替代路線，這是由於當時九州自動車道門司IC至八幡IC之間還未連接。
在1991年3月31日，北九州道路與北九州直方道路被轉讓給福岡北九州高速道路公社管理，並命名為4號線。

## 連接高速道路
- 北九州高速1號線（於紫川JCT連接）
- 北九州高速5號線（於大谷JCT連接）
- 九州自動車道（於門司IC、八幡IC連接）
- 關門自動車道（於門司IC連接）

## 交流道
- 全線都在日本福岡縣北九州市內。

| 出入口編號 | 中文設施名         | 日文設施名 | 英文設施名 | 接續路線名                       | 起點起計 （公里） | 備註                                              | 所在地   |
| ---------- | ------------------ | ---------- | ---------- | -------------------------------- | ----------------- | ------------------------------------------------- | -------- |
| 401        | 春日出入口         |            |            | 福岡縣道25號門司行橋線           | 0.0               |                                                   | 門司區   |
| (1)        | 門司IC             |            |            | E2A 關門自動車道 E3 九州自動車道 | 0.7               | 只限八幡方向接續 都市高速起不可與一般道出入       | 門司區   |
| 402/403    | 大里出入口         |            |            | 福岡縣道71號新門司港大里線       | 4.1               |                                                   | 門司區   |
| -          | 富野PA             |            |            | -                                |                   | 門司方向                                          | 小倉北區 |
| 404        | 富野出入口         |            |            | 小倉方向                         | 9.0               | 門司方向出入口                                    | 小倉北區 |
| 405/406    | 足立出入口         |            |            | 小倉方向                         | 11.1              |                                                   | 小倉北區 |
| 407        | 紫川JCT 紫川出入口 |            |            | 北九州高速1號線                  | 13.3              |                                                   | 小倉北區 |
| 408        | 山路出入口         |            |            |                                  | 15.5              |                                                   | 八幡東區 |
| -          | 山路PA             |            |            | -                                |                   | 八幡方向                                          | 八幡東區 |
| 409        | 大谷出入口 大谷JCT |            |            | 北九州高速5號線                  | 20.0              |                                                   | 八幡東區 |
| -          | 帆柱纜車巴士站     |            |            | -                                |                   |                                                   | 八幡東區 |
| 410/411    | 黑崎出入口         |            |            | 國道200號 國道211號              | 24.2              |                                                   | 八幡西區 |
| 412        | 小嶺出入口         |            |            | 國道211號                        | 28.0              |                                                   | 八幡西區 |
| -          | 千代新鎮BS         |            |            | -                                |                   |                                                   | 八幡西區 |
| -          | 馬場山收費站       |            |            | 公路收費站                       |                   | 門司方向公路收費站                                | 八幡西區 |
| 413        | 馬場山出入口       |            |            | 國道200號                        | 30.6              | 門司方向出入口                                    | 八幡西區 |
| 414        | 金剛出入口         |            |            | 國道200號（直方繞道）            | 31.0              | 門司方向出入口                                    | 八幡西區 |
| (4)        | 八幡IC             |            |            | E3 九州自動車道                  | 31.8              | 都市高速不可出入一般道路 只限與九州道福岡方向直結 | 八幡西區 |

## 历史
- 1958年（昭和33年）10月17日 : 北九州道路春日出入口至大里出入口之間開通。
- 1961年（昭和36年）4月14日 : 北九州道路大里出入口至富野出入口之間開通。
- 1970年（昭和45年）10月31日 : 北九州道路大谷出入口至黑崎出入口之間開通。
- 1971年（昭和46年）7月5日 : 北九州道路大谷出入口至紫川出入口之間開通。
- 1973年（昭和48年）11月10日 : 北九州道路富野出入口至紫川出入口之間開通，北九州道路全線開通。
- 1973年（昭和48年）11月14日 : 關門橋開通，可以連接門司IC。
- 1979年（昭和54年）3月8日 : 北九州直方道路全線開通。可以連接在同日開通的九州自動車道八幡IC。
- 1991年（平成3年）3月31日 : 被轉讓給福岡北九州高速道路公社管理，並命名為4號線。
- 1995年（平成7年）9月30日 : 山路出入口啟用。
- 2001年（平成13年）7月2日 : 大谷JCT啟用。
- 2002年（平成14年）4月1日 : 帆柱纜索巴士站啟用。

## 交通流量
平日24時間交通量（平成17年度道路交通調查）
- 北九州市門司區大字松崎町 : 15,897
- 北九州市小倉北區須賀町 : 22,848
- 北九州市小倉北區新高田2丁目 : 57,284
- 北九州市八幡西區鳴水町 : 61,700
- 北九州市八幡西區白岩町 : 31,556

## 關連條目
- 北九州高速道路
- 九州地方道路一覧

## 外部連結
- 福岡北九州高速道路公社 （页面存档备份，存于）

1. ↑   (PDF). 福岡北九州道路公社.   [2014-11-09].